# Catrina (luchadora)
Karlee Pérez (19 de abril de 1986) es una luchadora profesional, manáger de lucha libre, actriz y modelo estadounidense. Es conocida por su trabajo dentro de las empresas Lucha Underground donde se presentó con el nombre Catrina, y WWE donde trabajo como Maxine.

## Vida personal
Pérez es de ascendencia española cubana, italiana, china y hawaiana. El 14 de junio de 2009, fue arrestada en Tampa, Florida por conducir ebria.

## Carrera

### World Wrestling Entertainment / WWE (2009-2012)
Pérez debutó en la Florida Championship Wrestling (FCW) en abril del 2009 bajo el nombre de Liviana, donde tuvo varios combates en parejas e individuales durante el resto del año. Durante el 2010 participó en el torneo para sacar a la primera Campeona de Divas de la FCW, pero fue eliminada en la primera ronda por Naomi Night.
El 31 de agosto de 2010 se supo que sería parte de la tercera temporada de NXT, siendo su Pro Alicia Fox, cambiando el nombre a Maxine. Durante su estancia en NXT solo ganó 3 combates, por lo que el 2 de noviembre fue eliminada de la competencia. Después de esto, fue enviada nuevamente a la FCW, hasta su regreso a NXT el 16 de agosto, atacando a AJ e interrumpindo su segmento amoroso con Hornswoggle y revelando que sostenía una relación con Derrick Bateman (kayfabe), empezando una serie de combates con AJ. En Survivor Series participó como leñadora en la lucha entre Eve Torres y Beth Phoenix. En la edición de NXT el 30 de noviembre Tamina y JTG salieron a la arena diciéndole a Bateman que Maxine estaba en bastidores con Johnny Curtis. El 21 de diciembre en NXT fue derrotada por Kaitlyn debido a la distracción accidental de Bateman. Al final del combate, Curtis le dijo que nunca más estaría sola. 
En el capítulo número 100 de NXT, el 18 de enero, se iba a casar con Johnny Curtis, pero su boda fue interrumpida por Bateman, con quien al final se besó, reiniciando su relación. El 29 de febrero, dio por terminada su relación con Bateman después de que Kaitlyn mostrara un vídeo seguido de un beso por parte de Kaitlyn a Bateman. El 14 de marzo, se enfrentó junto a Johnny Curtis contra Kaitlyn & Bateman, siendo derrotados. El 7 de mayo tuvo su primer combate en Raw haciendo equipo con Natalya y perdiendo ante Layla y Kelly Kelly. El 25 de junio en Raw participó en un SummerTime Divas Battle Royal, siendo eliminada por Alicia Fox. El 28 de junio renunció a la empresa, alegando que estaba frustrada por las pocas oportunidades que la daban.

### Total Nonstop Action Wrestling (2014)
El 10 de mayo, Pérez regresó a la lucha libre peleando en TNA's One Night Only Knockouts Knockdown en un evento de pre pago, compitiendo bajo su nombre verdadero Karlee Pérez y perdiendo frente a Taryn Terrell.

### Lucha Underground (2014-2018)
Apareció en la promoción de AAA en Estados Unidos, Lucha Underground, trasmitida por El Rey Network bajo el nombre de Catrina. Hizo su debut en el segundo programa. donde intento seducir a Blue Demon, Jr., para que perdiera concentración en su combate ante Mil Muertes.
Durante su carrera en la WWE, Pérez tomó clases de actuación durante tres años y medio. En junio de 2013, Pérez se unió a la agencia de talentos MPC Models y comenzó a audicionar para papeles de actuación. Pérez obtuvo su primer papel en agosto de 2013, cuando fue elegida para la serie The Cell.

## Campeonatos y logros
- Wrestling Observer Newsletter
  - WON Peor lucha del año - 2010, vs. Kaitlyn (NXT, 19 de octubre)

## Filmografía
- 2014: Interview with the Prince (como Racquel Phillips)
- 2014: The Cell (serie de televisión; como Dana Garcia, en el episodio "Spanish Lullaby")
- 2014: Changelings (serie de televisión; como Camilla Reiquist, en el episodio "Descension")
- 2015: Funny  (como Sophiena)
- 2018: Mapplethorpe (como Lisa Lyon)
- 2019: Rogue Cell (como Dana Garcia)